# Cardopatiinae
Cardopatiinae, podtribus glavočika, dio tribusa Cardueae u potporodici Carduoideae. Postoje dva roda s tri vrste, jedan iz Mediterana i drugi, monotipičan iz Srednje Azije (Tadžikistan, Turkmenistan, Uzbekistan) i Afganistana.

## Opis
Trnovite višegodišnje ili jednogodišnje biljke. Lišće bodljikavo nazubljeno ili perasto rasječeno. Capitula ili s malo cvjetova i skupljena u gronju, ili s mnogo cvjetova. Involukralne brakteje s bodljikavim pektinasto-fimbrijatnim dodacima. Vlati prašnika gole. Cvjetići tamnoplavi, filiformni. Stil vrlo kratak dvousni. Ahenije s parenhimskim perikarpom; pappus dupli, od dva prstena kratkih ljuski. Cardopatiinae, kako je prvo definirano, uključivalo je samo monotipski rod Cardopatium. Kasnije je Nevski (1937.) opisao još jedan monotipski rod, Cousiniopsis, blisko povezan s Cardopatiumom (prvi je put opisan kao Cardopatium atractyloides C.Winkler). Klasični monografi Compositae dosljedno su svrstavali oba roda među Carlininae, ali jedini znakovi koji povezuju ove dvije skupine su achenes (ahenije), koji bi jednako mogli povezati Cardopatium i Cousiniopsis s Echinopsinae. Petit (1997) je protumačio korimbozni cvat Cardopatiuma, koji čine vrlo male kapitule s nekoliko cvjetova, kao prvi korak prema sincefaliji Echinopsa i tako smjestio Cardopatium i Cousiniopsis u Echinopsinae. Ovaj odnos nije podržan molekularnim analizama i favorizira se tumačenje ovih sličnosti kao konvergencije, pogotovo jer se isti trend prema sincefaliji pojavljuje u svim podplemenima Cardueae (Garcia-Jacas et al. 2002). U svakom slučaju, Cardopatiinae spada među najstarija podplemena, zajedno s Carlininae.
Cardopatiinae pokazuju disjunktnu distribuciju. Trajnica Cardopatium corymbosum raste u srednjem i istočnom Sredozemlju (od Sicilije i Sjeverne Afrike do Grčke i Anatolije). Nasuprot tome, jednogodišnji Cousiniopsis raste u pustinjama Kara Kum i Kyzyl Kum u Turkmenistanu, Kazahstanu i Uzbekistanu.

## Rodovi
1. Cardopatium Juss.
2. Cousiniopsis Nevski; Azija